# Episodi di The Americans (sesta stagione)

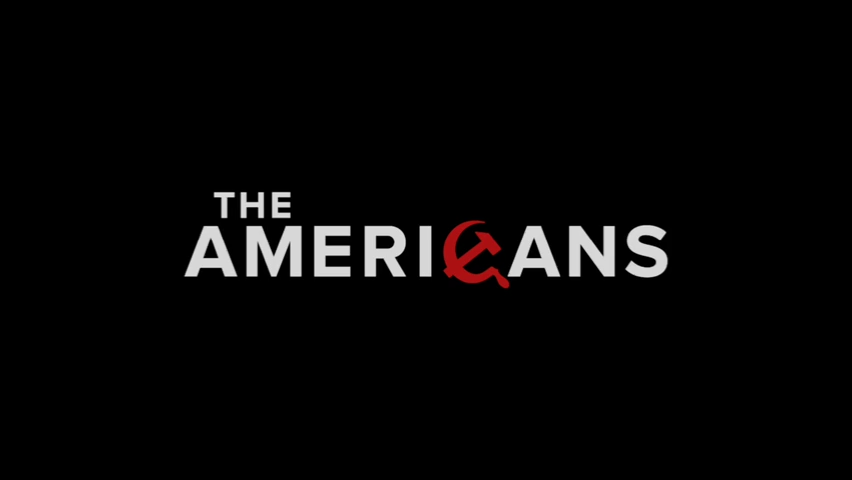
Logo della serie televisiva

La sesta e ultima stagione della serie televisiva The Americans è stata trasmessa in prima visione assoluta negli Stati Uniti d'America dal canale via cavo FX dal 28 marzo al 30 maggio 2018.
In Italia la stagione è stata trasmessa in prima visione satellitare da Fox, canale a pagamento della piattaforma Sky, dal 4 giugno al 23 luglio 2018.
| nº | Titolo originale         | Titolo italiano                | Prima TV USA   | Prima TV Italia |
| -- | ------------------------ | ------------------------------ | -------------- | --------------- |
| 1  | Dead Hand                | Il summit                      | 28 marzo 2018  | 4 giugno 2018   |
| 2  | Tchaikovsky              | Tchaikovsky                    | 4 aprile 2018  | 11 giugno 2018  |
| 3  | Urban Transport Planning | Asilo politico                 | 11 aprile 2018 | 18 giugno 2018  |
| 4  | Mr. and Mrs. Teacup      | Il signore e la signora Teacup | 18 aprile 2018 | 25 giugno 2018  |
| 5  | The Great Patriotic War  | La grande guerra patriottica   | 25 aprile 2018 | 2 luglio 2018   |
| 6  | Rififi                   | Rififi                         | 2 maggio 2018  | 9 luglio 2018   |
| 7  | Harvest                  | Harvest                        | 9 maggio 2018  | 16 luglio 2018  |
| 8  | The Summit               | Un passo indietro              | 16 maggio 2018 | 16 luglio 2018  |
| 9  | Jennings, Elizabeth      | Jennings, Elizabeth            | 23 maggio 2018 | 23 luglio 2018  |
| 10 | START                    | Inizio                         | 30 maggio 2018 | 23 luglio 2018  |

## Il summit
- Titolo originale: Dead Hand
- Diretto da: Chris Long
- Scritto da: Joel Fields & Joe Weisberg

### Trama
Nel 1987 Philip è diventato un agente di viaggi a tempo pieno, Henry un promettente giocatore di hockey e Paige una studentessa del college e spia sovietica in erba. Stan ha sposato Renee e ha lasciato il dipartimento di controspionaggio dell'FBI, continuando però il suo lavoro con Sofia e Gennadi. Elizabeth è esausta e amareggiata a causa del pesante carico di lavoro che il KGB le ha affidato a nove settimane dal summit tra Reagan e Gorbačëv. Su ordine di Claudia, la donna incontra in Messico un generale sovietico che le rivela la creazione della "Dead Hand" (un'arma apocalittica) e il piano dell'esercito sovietico per spodestare Gorbačëv qualora il suo rappresentante al summit decida di rinunciare al dispositivo. L'uomo dà a Elizabeth una pillola di cianuro da ingerire se catturata. Arkady, ora vicedirettore del Direttorato S e un sostenitore di Gorbačëv, chiede a Oleg, ormai sposato e lontano dal KGB, di andare negli Stati Uniti per chiedere a Philip di scoprire e fermare la nuova missione di Elizabeth. Mentre Paige è impegnata in un pedinamento sotto copertura, un giovane militare le si avvicina e cerca di ottenere un appuntamento con lei rubando la sua falsa carta d'identità. Nel tentativo di recuperare il documento, Elizabeth lo uccide. Quando Philip prova a raccontarle del suo incontro con Oleg, Elizabeth lo zittisce in malo modo.

## Tchaikovsky
- Titolo originale: Tchaikovsky
- Diretto da: Matthew Rhys
- Scritto da: Joel Fields & Joe Weisberg

### Trama
Stan riceve un messaggio da Gennadi che gli chiede di incontrarlo; l'uomo scopre che Sofia lo ha cacciato di casa e ciò potrebbe rappresentare un problema poiché l'FBI utilizza Gennadi per ottenere importanti documenti sovietici. Dennis rivela a Stan che Oleg è tornato a Washington per seguire un corso sulla pianificazione dei trasporti negli Stati uniti. Dovendosi incontrare con un suo contatto della CIA di nome Patrick McCleesh per ottenere informazioni sul summit, Elizabeth riesce a intrufolarsi nel Dipartimento di Stato per pranzare con lui. L'uomo le rivela che Reagan soffre di Alzheimer precoce. Per portare avanti la sua missione sulla "Dead Hand", Elizabeth ordina al Generale (ex colonnello) Rennhull di consegnarle un sensore radioattivo a base di litio prodotto dalla Altheon, minacciandolo di rendere pubblici i suoi contatti con i sovietici. Dopo una lezione su Čajkovskij con Claudia, Paige chiede a Elizabeth se le spie sovietiche usino il sesso per estorcere delle informazioni; seppur esitando, la donna nega tutto. Quando Elizabeth incontra Rennhull per prendere il sensore, l'uomo la minaccia con una pistola. In seguito a una colluttazione, il generale si uccide sparandosi accidentalmente un colpo alla gola e schizzando Elizabeth con sangue e cervella proprio quando Paige, spaventata dalle grida, abbandona la sua postazione e si avvicina alla madre per aiutarla.

## Asilo politico
- Titolo originale: Urban Transport Planning
- Diretto da: Dan Attias
- Scritto da: Tracey Scott Wilson

### Trama
Elizabeth rimprovera Paige per aver abbandonato la sua postazione durante la fallita missione con Rennhull. Quando Paige se ne va, Elizabeth racconta a Philip alcuni dettagli della sua missione. Sofia dice a Stan di aver raccontato a un suo amico dei suoi incontri con l'FBI; preoccupato, l'uomo discute con Dennis dei pericoli a cui la donna si sta sottoponendo. Philip riesce ad ottenere una proroga del pagamento della retta di Henry ed esorta i suoi dipendenti a vendere più viaggi. Elizabeth rivela a Paige di non aver paura di morire per portare a termine la sua missione. Stan si incontra con Oleg che gli parla di Nina. Claudia, Elizabeth e Paige cucinano lo žarkoe, un tipico stufato russo, e Claudia dà a Elizabeth una nuova missione per entrare in possesso del sensore. Dopo aver portato un po' di žarkoe a casa, Elizabeth e Philip discutono sulle loro diverse visioni della Russia e sull'odio della donna per gli Stati Uniti. Stan e l'FBI spingono Gennadi, Sofia e suo figlio Ilya a chiedere asilo. Elizabeth organizza una finta intervista con il supervisore dei magazzini dell'Altheon per trovare delle falle nella sicurezza; la donna sarà poi costretta a ucciderlo dopo aver scoperto che la sua ragazza potrebbe mettere in pericolo il piano. Philip incontra di nuovo Oleg.

## Il signore e la signora Teacup
- Titolo originale: Mr. e Mrs. Teacup
- Diretto da: Roxann Dawson
- Scritto da: Peter Ackerman

### Trama
Oleg rivela a Philip delle due diverse fazioni che si sono create nel KGB. Elizabeth cerca di rubare il sensore radioattivo dai magazzini della Altheon, ma la sua missione fallisce e la donna è costretta a uccidere tre guardie. Philip cerca di ottenere da Paige delle informazioni su Rennhull, ma Elizabeth li interrompe. Paige dice alla madre di voler andare a letto con uno stagista del Congresso di nome Brian per estorcergli informazioni. Mentre cerca di recuperare la registrazione del padre di Kimmy, Philip scopre che la ragazza andrà in Grecia per il Ringraziamento e non tornerà a casa prima dell'inizio del summit. Nella registrazione, gli americani parlano di una loro talpa tra i sovietici. Claudia racconta a Elizabeth del tradimento di Gennadi; la donna chiede quindi a Marilyn di seguire Stan per scoprire dove l'uomo è stato nascosto. Philip dice a Henry che forse non riuscirà a pagare la retta della sua scuola il prossimo anno e, successivamente, rivela a Elizabeth che l'agenzia è in crisi. Dennis dice a Stan che Gennadi e Sofia hanno chiesto di vederlo. Elizabeth convince Erica ad andare con il marito Glenn a una festa, poiché anche Nesterenko sarà lì. Una volta arrivati alla festa, Erica si sente male ed Elizabeth non riesce a ottenere nessuna informazione. Paige va a letto con Brian.

## La grande guerra patriottica
- Titolo originale: The Great Patriotic War
- Diretto da: Thomas Schlamme
- Scritto da: Hilary Bettis

### Trama
Marilyn e Norm scoprono il nascondiglio di Gennadi e Sofia. Elizabeth chiede a Philip di andare in Grecia con Kimmy e portarla in Bulgaria, dove la ragazza sarà rapita così che il KGB possa ricattare suo padre. Paige fa a botte con due ragazzi del college che la infastidiscono. Philip fa visita a Kimmy e va a letto con lei per assicurarsi che la ragazza lo inviti ad andare in Grecia. Tatiana rintraccia Oleg e lo incolpa del rapimento di William di tre anni prima, evento che ha affossato la sua carriera. In seguito, la donna rivela al Centro che Oleg non è più fedele. Elizabeth ammette a Philip che Paige potrebbe non essere adatta allo spionaggio. Philip fa visita a Paige nel suo appartamento per discutere di ciò che è successo nel bar; quando la figlia gli rivela che le piace lo spionaggio, l'uomo la immobilizza con una presa, per dimostrarle quanto questo lavoro possa essere rischioso. Elizabeth entra nell'appartamento di Gennadi e lo uccide insieme a Sofia, risparmiando però il piccolo Ilya. Stan, distrutto per la morte della coppia, racconta a Philip del doppio omicidio. Quando Stan se ne va, Philip chiama Kimmy per cancellare il loro viaggio e rompe con lei, consigliandole inoltre di non visitare nessun paese comunista mentre si trova in Europa.

## Rififi
- Titolo originale: Rififi
- Diretto da: Kevin Bray
- Scritto da: Stephen Schiff & Justin Weinberger

### Trama
Philip rivela a Elizabeth di aver sabotato il rapimento di Kimmy. Dennis dice a Stan che una delle borse di Gennadi conteneva un chip proveniente dalla Altheon di Chicago che (in seguito alle numerose e sospette morti avvenute a Washington) ha permesso all'FBI di scoprire la presenza in America di un illegale sovietico il cui nome in codice è "Harvest" e che è attualmente sotto pedinamento. Henry torna a casa per il Ringraziamento e nota una certa distanza tra i suoi genitori. Seguendo l'idea di Paige, Elizabeth incontra uno stagista del Congresso. Philip licenzia tre dipendenti dell'agenzia di viaggi. Claudia invia Elizabeth e Marilyn a Chicago per aiutare "Harvest", anche lui impegnato nella missione "Dead Hand"; ciò costringe Elizabeth a saltare la cena per il Ringraziamento da Stan. Philip ascolta le registrazioni segrete della moglie e invia un messaggio in codice a Oleg, che riesce a entrarne in possesso. Elizabeth e Marilyn capiscono che le loro probabilità di successo sono molto basse. La donna chiama quindi Henry, cosa che Philip interpreta come un possibile ultimo saluto. Philip decide di chiamarla, chiedendole di abortire la missione; quando Elizabeth rifiuta, l'uomo decide di andare a Chicago per aiutarla.

## Harvest
- Titolo originale: Harvest
- Diretto da: Stefan Schwartz
- Scritto da: Sarah Nolen

### Trama
Philip chiede a Stan di occuparsi di Henry mentre lui è via. Insospettito, Stan chiede all'amico se qualcosa non va e Philip gli rivela che l'agenzia di viaggi sta fallendo. Parlando con Stan, Henry gli rivela di non aver mai incontrato un altro membro della sua famiglia, mentre Paige sì. Philip ed Elizabeth riescono ad allontanare "Harvest" dagli agenti dell'FBI che lo seguivano, ma Marilyn viene uccisa. Anche Harvest viene gravemente ferito e, dopo aver rivelato a Philip che i piani del sensore Altheon sono in Francia, ingoia la pillola di cianuro. Philip usa un'ascia per rimuovere la testa e le mani di Marilyn, mentre Elizabeth le fa sparire. Dennis è sconvolto dalla morte dei suoi due agenti durante l'operazione Harvest. Ricordandosi della descrizione fornitagli da William riguardo ad una coppia di spie con due figli, Stan entra di nascosto in casa dei Jennings ma non riesce a trovare nulla. Erica continua a insegnare a Elizabeth come disegnare. Elizabeth racconta a Paige della morte di Marilyn e le dice che è giunto il tempo per lei di fare domanda per un tirocinio al Dipartimento di Stato.

## Un passo indietro
- Titolo originale: The Summit
- Diretto da: Sylvain White
- Scritto da: Joshua Brand

### Trama
Philip rivela a una furiosa Elizabeth che per tutto questo tempo ha lavorato per una fazione intenzionata a spodestare Gorbačëv e che lui ha spiato i suoi movimenti. Nel frattempo, Gorbačëv arriva negli Stati Uniti. Dopo che Glenn ha cercato di uccidere Erica con una massiccia dose di morfina, senza però riuscirvi, Elizabeth finisce il lavoro soffocandola. Per registrare l'incontro tra Nesterenko e i negoziatori americani, Elizabeth seduce uno stagista congressuale e lo spinge, senza che lui lo sappia, a posizionare un registratore nell'ufficio dove il meeting avrà luogo. Renee ottiene un colloquio di lavoro all'FBI. Stan porta una foto di Elizabeth a un'ex complice di Gregory, che non la riconosce ma che si ricorda che l'amante dell'uomo fumava molto. Lo stagista scopre i veri piani di Elizabeth, ma la donna gli permette di andarsene senza ucciderlo. Nel registratore, Elizabeth ascolta Nesterenko parlare dei piani di Gorbačëv per un mondo senza nucleare. Claudia ordina a Elizabeth di uccidere Nesterenko, ma la donna si rifiuta e chiede spiegazioni. Claudia ammette di aver aderito a un piano del Centro per eliminare Gorbačëv. Tornata a casa, Elizabeth dice a Philip di contattare Oleg per confermare i suoi sospetti e chiede inoltre al marito di incontrare Padre Andrei il giorno seguente.

## Jennings, Elizabeth
- Titolo originale: Jennings, Elizabeth
- Diretto da: Chris Long
- Scritto da: Joel Fields & Joe Weisberg

### Trama
Philip lascia nascosto il messaggio cifrato per Oleg. Continuando a indagare sui Jennings, Stan chiama il pastore Tim a Buenos Aires e, dopo, rivela a Dennis i suoi sospetti, il quale però nutre dubbi sulle sue supposizioni. Padre Victor rivela all'FBI i suoi sospetti circa la possibilità che padre Andrei stia collaborando con il KGB. Dopo aver recuperato il messaggio di Philip, Oleg viene arrestato con l'accusa di spionaggio. Elizabeth uccide Tatiana, dalla quale era stata rimpiazzata per uccidere Nesterenko. Arrestato dall'FBI, Oleg rivela a Stan di trovarsi negli Stati Uniti per proteggere Gorbačëv e chiede all'uomo di inviare in Unione Sovietica il messaggio cifrato che aveva con sé. Philip riesce a stento a fuggire da un inseguimento con l'FBI che stava sorvegliando padre Andrei. Elizabeth rivela a Claudia di aver sabotato l'omicidio di Nesterenko. Paige dice a Elizabeth di aver saputo da Brian che uno stagista è stato sedotto da una donna di età adulta che voleva estorcergli delle informazioni. Nonostante la smentita di Elizabeth, Paige rimane disgustata e, insultando sua madre, se ne va. Philip chiama Elizabeth e, con una frase in codice, le rivela che sono stati scoperti.

## Inizio
- Titolo originale: START
- Diretto da: Chris Long
- Scritto da: Joel Fields & Joe Weisberg

### Trama
Philip ed Elizabeth decidono di portare Paige in Unione Sovietica ma di lasciare Henry negli Stati Uniti. Stan chiama Philip al lavoro e a casa ma non lo trova. Dopo aver lasciato una postazione dell'FBI, Stan raggiunge l'appartamento di Paige per tenerlo sotto controllo. Padre Andrei rivela a Dennis di aver visto i due illegali senza travestimenti. Philip ed Elizabeth passano a prendere Paige, ma una volta scesi in garage vengono raggiunti da Stan che punta loro addosso una pistola. Dopo un primo momento di esitazione, Philip racconta all'amico tutta la verità e Paige dice di aver scoperto tutto quando aveva 16 anni, ma che Henry non sa nulla. Philip gli rivela inoltre che insieme alla moglie stava lavorando a una missione per proteggere Gorbačëv da un colpo di Stato e che il messaggio di Oleg deve raggiungere l'Unione Sovietica. Paige e Philip chiedono infine a Stan di badare a Henry. L'uomo permette ai Jennings di andar via e Philip gli confessa i suoi sospetti su Renee. Stan torna alla sua postazione senza dir nulla. Quando Dennis gli mostra due identikit che confermano la vera identità di Philip ed Elizabeth, Stan continua a rimanere in silenzio. I Jennings si travestono e prendono un treno per Montréal, ma, prima di raggiungere il Canada, Paige scende dal treno al confine con il Canada senza che i suoi genitori se ne accorgano e rimane negli Stati Uniti. Arrivati nell'Unione Sovietica, Philip ed Elizabeth incontrano Arkady e ripensano alla loro vecchia vita guardando il panorama di Mosca.